# Gbawe
Gbawe – miasto w Ghanie, w regionie Wielka Akra.